# Down by Law (MC Shan)
Down by Law è album d'esordio del rapper statunitense MC Shan, pubblicato l'8 agosto 1987 e distribuito da Cold Chillin' Records e dalla Warner Bros.
Il brano The Bridge dà il via a una lunga faida con KRS-One, che risponde con South Bronx, singolo presente nel suo album di debutto Criminal Minded: Kill That Noise è la replica di MC Shan, quindi KRS-One replica nuovamente con The Bridge Is Over, canzone presente in Criminal Minded.

## Recensioni
| Recensione | Giudizio |
| ---------- | -------- |
| AllMusic   | [ 1 ]    |

John Bush per Allmusic scrive che «l'album di debutto di MC Shan non fu un successo. La maggior parte dei problemi fu nelle produzioni di Marley Marl.» In una recensione contemporanea il Washington Post critica negativamente l'album.
Nel 1998, è inserito nella lista dei 100 migliori album rap della rivista specializzata The Source.

## Tracce
1. Jane, Stop This Crazy Thing – 3:59 (Shawn Moltke, Marlon Williams)
2. Project Ho – 5:10 (Moltke, Williams)
3. The Bridge – 4:23 (Moltke, Williams)
4. Kill That Noise – 5:13 (Moltke, Williams)
5. Down by Law – 3:34 (Moltke, Williams)
6. Left Me - Lonely (featuring TJ Swan) – 5:21 (Moltke, Williams)
7. Another One to Get Jealous of – 5:54 (Moltke, Williams)
8. M.C. Space – 4:24 (Moltke, Williams)
9. Living in The World of Hip Hop – 5:13 (Moltke, Williams)

Durata totale: 43:11

## Classifiche
| Classifica (1987)   | Posizione massima |
| ------------------- | ----------------- |
| US Top Black Albums | 40                |